# Gilles Jamin
Pour les articles homonymes, voir Jamin.
Gilles Jamin est un architecte français du XVIe siècle. 
Il est surtout célèbre pour avoir été l'architecte et le maître d'œuvre de la façade du château de Fontainebleau. 

## Biographie
Originaire de Lorraine, son nom apparaît dès mai 1543 comme employé au palais de Fontainebleau. Il est le père de Gracieux Jamin qui deviendra commis du contrôle des bâtiments du roi et à qui l'on doit la cour des cuisines du château de Fontainebleau